# Nnenna Njoku
Nnenna Njoku (sinh ngày 18 tháng 3 năm 1955) là một vận động viên người Nigeria. Cô đã tham gia cuộc thi nhảy cao nữ và đẩy tạ nữ tại Thế vận hội Mùa hè năm 1972.